# Мартин, Джозайя
Джозайя Мартин (англ. Josiah Martin; 23 апреля 1737 — 13 апреля 1786) — британский армейский офицер и колониальный чиновник, 9-й губернатор коронной колонии Северная Каролина. Ему не удалось достичь взаимопонимания с Ассамблеей колонии, а когда начались протесты против политики колониальных властей, он не смог их подавить из-за отсутствия собственных войск. При нём колонисты созвали Первый провинциальный конгресс Северной Каролины и избрали делегатов на Континентальный конгресс. Мартин был вынужден в 1775 году покинуть губернаторский дворец и скрыться в форте Джонстон, а затем бежать на английском корабле. В 1780—1781 годах Мартин присоединился к армии генерала Корнуоллиса и сопровождал его во время боевых действий в южных колониях.

## Ранние годы
Джозайя Мартин родился в Дублине (по некоторым данным, на Антигуа) в семье Самуэля Мартина (1694—1776) и Сары Уик. У его отца были плантации в Антигуа, на Карибских островах. Его двоюродный брат Самуэль Мартин был секретарём лондонского казначейства, а старший брат Генри Мартин служил капитаном королевского флота.
В 1756 году вопреки воле своего отца, Мартин вступил в 4-й пехотный полк в звании энсина, и постепенно дослужился до звания подполковника Чеширского полка. Но из-за финансовых проблем и проблем со здоровьем он продал свою комиссию в 1769 году. У Джозайи Мартина был дядя Джозайя Мартин Старший (1699—1778), который родился на Антигуа, но переехал на Лонг-Айленд. С 1759 по 1764 год он был членом губернаторского совета колонии Нью-Йорк. В январе 1761 года Мартин Младший женился на его дочери Элизабет Мартин.
Не сумев построить карьеру военного, Мартин решил при помощи отца и брата добиться выгодного места в колониальной администрации. Его усилия увенчались успехом, когда умер губернатор провинции Нью-Йорк. Секретарь колоний Лорд Хиллсборо (близкий друг Самуэля Мартина) решил перевести Уильяма Трайона с поста губернатора Северной Каролины в Нью-Йорк, а на его место назначить Мартина. Трайон покинул колонию в мае 1771 года, встретился с Мартином в Нью-Йорке в июле, а в августе Мартин отправился в Северную Каролину.

## Губернатор Северной Каролины
Мартин принёс губернаторскую присягу 12 августа в Нью-Берне. По замечанию авторов «Истории Северной Каролины», Мартин не был бы эффективным администратором даже в спокойные годы. Он был упрям, бестактен, подобострастен к вышестоящим и суров с подчинёнными. В его положении требовалось применять все возможные таланты, но их у него не было. Мартин был честным человеком, но нетерпимым и лишённым дипломатических способностей. Он был искренне предан королю, и не верил в искренность американцев, когда они объявляли о своей лояльности короне и одновременно требовали соблюдения их конституционных прав. Мартин был худшим выбором для этой должности и именно свойства его личности привели к тому, что протесты начались в Северной Каролине раньше, чем в остальных колониях.
Самуэл Джонстон, лидер самой крупной группировки в провинциальной Ассамблее, был рад тому, что место опытного губернатора Трайона занимает добродушный, как ему казалось, Мартин. Сторонники Джонстона полагали, что неопытный Мартин будет более сговорчив и склонен к уступкам. Но их иллюзии продержались не более недели. Мартин сразу занял непримиримую позицию, в частности, по вопросам проведения границы с Южной Каролиной и по проблеме Гренвиллского участка. Проблема состояла в том, что с 1729 года лорд Греннвилл, один из восьми лордов-собственников, сохранил права на часть провинции, где проживало две трети её населения, и налоги с этой территории получал он, а не администрация колонии. Мартин хотел, чтобы король выкупил права у лорда, но король по какой-то причине не пошёл на это.
Основной конфликт развернулся в начале 1773 года, когда истёк срок действия закона о судах. Королевская администрация требовала, чтобы из нового закона был исключён пункт, позволяющий судам конфисковывать имущество нерезидентов колонии в счёт долгов (так наз. «Attachment Clause»). Ассамблея оказала в этом, из-за чего новый закон не проходил, и суды в колонии прекратили работу. Тогда Мартин, по распоряжению короля, велел создать свои губернаторские суды и назначил Ричарда Кэсвелла и Мориса Мура судьями при верховном судье Мартине Ховарде, но Ассамблея отказалась финансировать эти суды. Тогда губернатор распустил Ассамбею, чтобы её делегаты смогли посовещаться со своими избирателями по этому вопросу, но эти совещания только придали делегатам уверенности. Вернувшись к работе в марте 1774 года, они были настроены ещё более решительно.

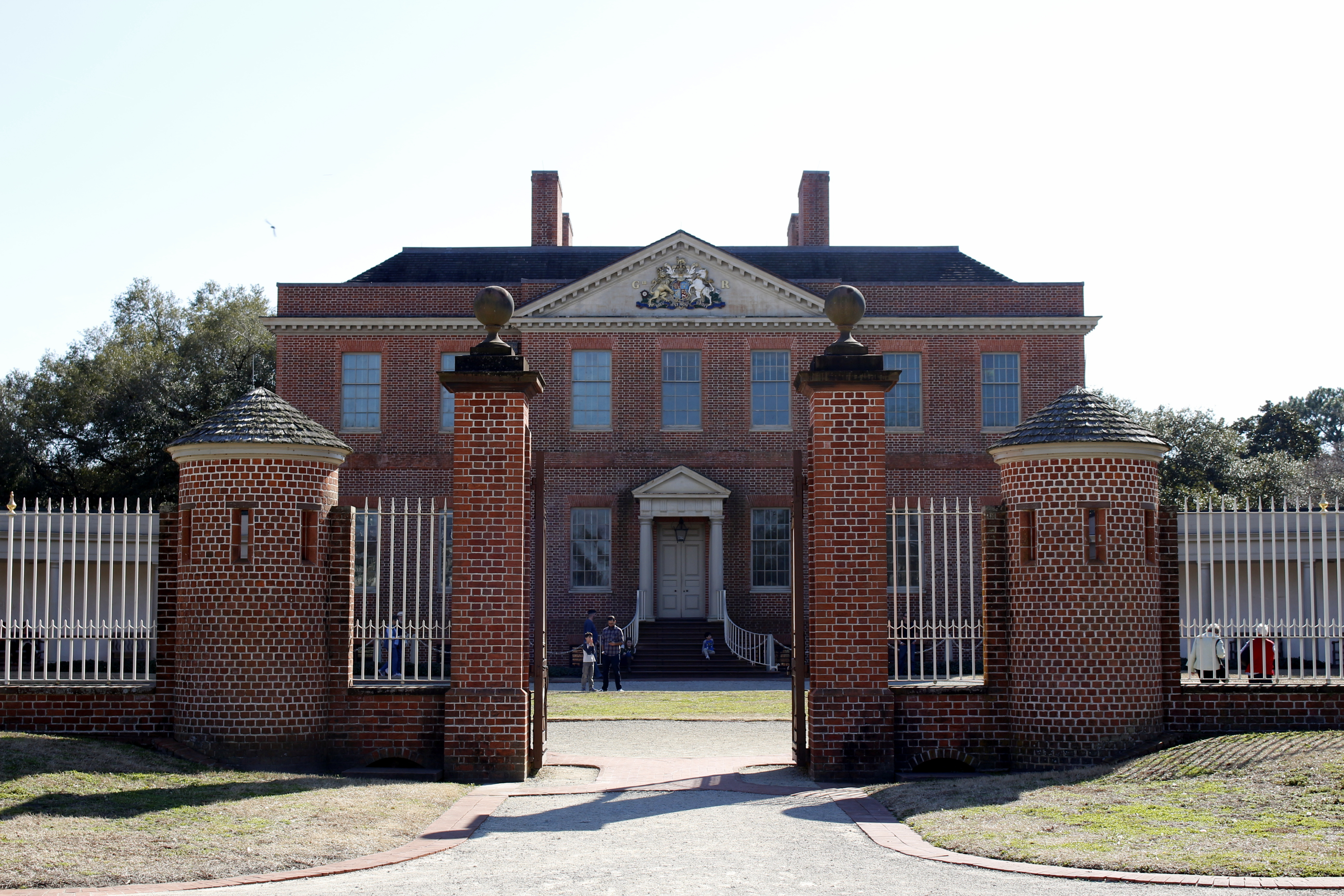
Дворей Трайона в Нью-Берне, в котором собиралась Ассамблея провинции и Провинциальные конгрессы.

Между тем в Массачусетсе уже начались протесты против пошли на чай, в ответ на которые правительство ввело против Массачусетса меры, известные как Невыносимые законы. Поступило предложение созвать делегатов колоний на Континентальный конгресс. Мартин решил воспрепятствовать этому так же, как ранее губернатор Трайон помешал выбрать делегатов на Конгресс Гербового акта: он отказался созывать Ассамблею. Джон Харви, спикер Ассамблеи, ответил, что в таком случае народ соберет Конвент, независимый от губернатора. Летом в колонии прошло несколько собраний в поддержку этой идеи, и в итоге 25 августа 1774 года в Нью-Берне собрался Первый провинциальный конгресс Северной Каролины, на котором собрались делегаты 36-ти округов.
Мартин пытался протестовать и 13 августа издал прокламацию, запрещающую Конгресс, но на неё никто не обратил внимания. Он спросил у Губернаторского совета, какие ещё меры можно предпринять против Конгресса, но совет ответил, что уже ничего невозможно сделать. Более того, многие члены совета были делегатами Конгресса и присутствовали на его заседаниях.
Не сумев воспрепятствовать Провинциальному конгрессу, Мартин разрешил собрать Ассамблею и назначил её сессию на 4 апреля 1775 года. В ответ Джон Харви объявил о созыве Второго провинциального конгресса 3 апреля того же года. Это была подстраховка на случай, если губернатор распустит Ассамблею. Дело было организовано так, что одни и те же депутаты (за редкими исключениями) составляли и ассамблею и Конгресс. Мартин пришел в бешенство и издал две громкие прокламации против Конгресса. В ответ Конгресс избрал Джона Харви председателем, а Ассамблея избрала его спикером. В итоге одни и те же люди были одновременно и Конгрессом и Ассамблеей и собирались в одном и том же здании; Мартин потребовал от Ассамблеи, чтобы она распустила Конгресс, но ничего не добился. Когда же Ассамблея одобрила действия депутатов на Континентальном конгрессе и переизбрала их на второй срок, Мартин окончательно разочаровался в ней и 8 апреля издал прокламацию о запрете Ассамблеи, что поставило точку в истории северокаролинской ассамблеи, созываемой губернаторами.
В письме лорду Дартмуту Мартин написал:

Мой долг и совесть заставляют меня добавить, мой Лорд, что правительство здесь абсолютно бессильно и беспомощно, от него осталась одна лишь его тень … И ещё должен сказать, мой Лорд, что по моему убеждению, которое я выражаю с крайней степенью обеспокоенности, если не будут приняты незамедлительно меры, подобающие Британскому Духу, то вскоре не останется и следа Британской власти в этих колониях.
Оригинальный текст (англ.)– I am bound in conscience and duty to add, My Lord, that Government is here as absolutely prostrate as impotent, and that nothing but the shadow of it is left. ... I must further say, too, my Lord, that it is my serious opinion which I communicate with the last degree of concern that unless effectual measures such as British Spirit may dictate are speedily taken there will not long remain a trace of Britain's dominion over these Colonies.

В апреле 1775 года в Массачусетсе произошло столкновение, известное как Сражения при Лексингтоне и Конкорде. Новости о нём американские патриоты получили 8 мая. Губернатор впоследствии жаловался, что до него сообщения доходят слишком поздно, и это не позволяет ему применять эффективные меры противодействия. Колонисты начали запасаться порохом и заводить в провинцию оружие, а в распоряжении Мартина был всего один шлюп, который был не в состоянии пресекать контрабанду. Между тем Мартин получил несколько петиций от лоялистов и стал чувствовать себя увереннее. Ещё 16 марта он запросил у генерала Гейджа передать ему из Нью-Йорка орудие и боеприпасы для вооружения верных королю сил. Он отправил свою семью в Нью-Йорк, у имение на Лонг-Айленде, а своего секретаря послал на остров Окракок, чтобы встретить транспорта от Гейджа. Опасаясь за свою безопасность, Мартин 29 мая покинул Нью-Берн, отправился в Кросс-Крик, и затем вниз по реке Кейп-Фир до форта Джонстон, куда он прибыл 2 июня.
Бегство Мартина стало поворотным моментом Американской революции в провинция Северная Каролина, оно сделало невозможным все дальнейшие попытки переговоров. Бегство было правильным с точки зрения личной безопасности губернатора, но гибельным для его политики.
Обосновавшись в форте Джонстон Мартин начал «войну прокламаций»: он требовал прекратить противозаконные действия, объявил о скором прибытии британских войск, призвал горцев и бывших регуляторов (участников регуляционной войны) встать на сторону короля. Северокаролинские патриоты были обеспокоены: они подозревали, что губернатор запасается продовольствием и военным снаряжением, видели, что он призывает к восстанию лоялистов и, по их мнению, собирается вооружить рабов. 20 июня на собрании в Уилмингтоне было решено, что губернатор показал себя как враг колонии, её прав и свобод, поэтому было решено прекратить с ним всякие сношения и считать его врагом. Было решено взять форт штурмом. Их приготовления встревожили Мартина, который понимал, что форт не сможет долго продержаться. 16 июля он покинул форт и переместился на шлюп HMS Cruizer. 19 июля северокаролинские ополченцы под командование Джона Эша заняли форт Джонсон и сожгли его строения.
Бегство Мартина оставило колонию без правительства, и чтобы сформировать новое потребовалось собрать Третий провинциальный конгресс. Его решено было собрать 20 августа в Хиллсборо, в регионе, где активно действовали агенты бывшего губернатора. Мартин уверял бывших регуляторов, что они ещё считаются виновными в восстании 1771 года, и их единственный способ избежать наказания — это встать на сторону короля. Поэтому конгресс первым делом объявил эти заявления безосновательными и обещал защищать регуляторов от возможных санкций против них. Кроме этого, был создан специальный комитет, который должен был разъяснить шотландским горцам причины конфликта с королевской администрацией. Вслед за этим был решён вопрос формирования армии Северной Каролины. Было сказано, что генерал Гейдж допустил акты насилия в колонии Массачусетс, а поскольку губернатор Мартин препятствует реализации мер, предусмотренных объединёнными колониями (United Colonies), то колония объявляет себя в состоянии обороны. 24 августа был созван комитет, чтобы сформировать правительство «ввиду отсутствия губернатора Мартина».

### Восстание лоялистов
Находясь на бору шлюпа, Мартин разработал план покорения восставших колоний Юга. Он решил собрать 10 000 лоялистов и горцев во внутренних районах Северной Каролины, а лорд Корнуоллис должен был отплыть из Корка с армией из семи регулярных полков в сопровождении 72-х кораблей комоддора Питера Паркера. Одновременно Генри Клинтон должен оплыть из Бостона с армией в 2000 регуляров и принять общее командование всеми силами. Все армии должны соединиться в Уилмингтоне в начале февраля. 3 января 1776 года лорд Дартмут сообщил Мартину, что его план рассмотрен и одобрен, что Корнуоллис и Клинтон получили свои приказы и теперь Мартин должен выполнить свою часть плана. Мартин сразу же присвоил офицерские звания горцу Дональду Макдональду (ветерану Каллодена), Аллану Макдональду и ещё многим лоялистам, уполномочив их сформировать отряды и явиться к Брунсвику к 15 февраля. Горцы вскоре уверили Мартина, что 25 февраля они займут Уилмингтон. 18 февраля 1600 горцев-лоялистов выступили из Кросс-Крик к Уилмингтону. Мартин сразу подвёл свой шлюп к Уилмингтону, чтобы поддержать лоялистов огнём корабельных орудий.
27 февраля горцы встретили у Муркрик-Бридж отряд ополченцев под командованием Джеймса Мура, Ричарда Кэсвелла и Александра Лиллингтона. Произошло сражение при Мурскрик-Бридж, в котором шотландцы были разбиты почти без потерь со стороны ополчения. Ополченцы захватили 350 мушкетов, 1500 хороших винтовок и 15 000 фунтов. План Мартина провалился из-за того, что горцы были слишком нетерпеливы, а королевская армия слишком медлительна. Генерал Клинтон прибыл только в апреле, а флот Корнуоллиса в мае, когда восстание лоялистов было уже подавлено. Клинтон не стал высаживаться на берег, а только разграбил несколько плантаций на побережье и отплыл к Чарлстону. Джозайя Мартин отправился вместе с ним.

### В армии Клинтона и Корнуоллиса
Мартин сопровождал генерала Клинтона во время его неудачной попытки атаковать Чарлстон, после чего вернулся на Лонг-Айленд в свою усадьбу Рокхолл, к своей семье. В 1779 году Генри Клинтон предложил ему принять участие в экспедиции в Южную Каролину, и Мартин принял предложение.
После падения Чарлстона командование английской армией в южных штатах принял генерал Корнуоллис. Мартин оставался при нём, и 16 августа 1780 года присутствовал на поле боя Сражения при Кэмдене. Победа при Кэмдене показалась британскому командованию сокрушительным разгромом повстанцев. Мартин написал Лорду Джермейну письмо с подробным описанием сражения, в котором сообщил, что интересы Британии в колониях теперь полностью восстановлены.
Лоялисты Северной Каролины хорошо проявили себя при Кэмдене, а Мартин уверял Корнуоллиса в том, что они активно поддержат английскую армию в Северной Каролине. Отчасти под влиянием этих заверений Корнуоллис предпринял свой первый поход в Северную Каролину в сентябре 1780 года. 3 октября, когда армия Корнуоллиса вступила в Шарлотт, Мартин объявил о триумфе британской армии, о подавлении восстания, о реставрации коронного правления, и призвал всех под свои знамёна.
Мартин сопровождал Корнуоллиса в походе в Каролину в 1781 году и присутствовал на поле боя во время Сражения при Гилфорд-Кортхауз После сражения Корнуоллис отступил в Уилмингтон, но уже 25 августа направился в Вирджинию, оставив мартина в Уилмингтоне в качестве представителя королевского правительства. При Мартине остались 450 солдат регулярной армии под командовании майора Джеймса Крейга. 19 октября армия Корнуоллиса капитулировала в Йорктауне; когда новости об этом достигли Уилмингтона, Крэйг погрузил военных на корабль, забрал с собой Мартина и уплыл в Чарлстон.

### Статьи
- Richard B. Sheridan. The West Indian Antecedents of Josiah Martin, Last Royal Governor of North Carolina (англ.) // The North Carolina Historical Review. — North Carolina Office of Archives and History, 1977. — Vol. 54. — P. 253—270.